# Polówka zdobnotrzonowa

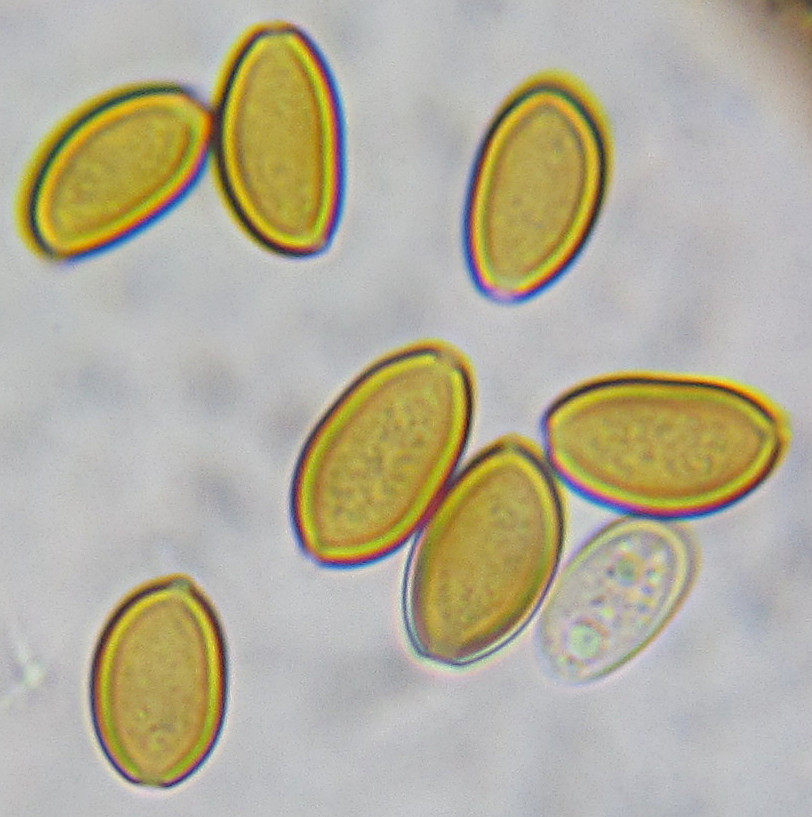
Bazydiospory

Polówka zdobnotrzonowa (Agrocybe putaminum (Maire) Singer) – gatunek grzybów z rodziny pierścieniakowatych (Strophariaceae).

## Systematyka i nazewnictwo
Pozycja w klasyfikacji według Index Fungorum: Agrocybe, Strophariaceae, Agaricales, Agaricomycetidae, Agaricomycetes, Agaricomycotina, Basidiomycota, Fungi.
Po raz pierwszy gatunek ten opisał w 1913 r. René Charles Joseph Ernest Maire pod nazwą Anaucoria putaminum. Obecną, uznaną przez Index Fungorum nazwę nadał mu Rolf Singer w 1936 r.
Komisja ds. Polskiego Nazewnictwa Grzybów Polskiego Towarzystwa Mykologicznego zarekomendowała używanie nazwy polówka zdobnotrzonowa w 2025 r.

## Morfologia
Kapelusz
O średnicy 20–70 mm, początkowo stożkowy z podgiętym brzegiem, potem kolejno szeroko stożkowy, wypukły, na koniec płasko-wypukły z prostym brzegiem. Powierzchnia ochrowa do żółtobrązowej, początkowo aksamitna, później naga, gładka, czasami pomarszczona.
Blaszki
W liczbie 30–60, l = 2–6, gęste, wąsko przyrośnięte, czasami zbiegające z ząbkiem, czasami wybrzuszone, najpierw jasno żółtobrązowe, potem brązowe. Ostrza tej samej barwy lub białawe.
Trzon
Wysokość 25–90 mm, grubość 3,0–9,0 mm, bez pierścienia, cylindryczny, zwężające się ku górze lub nieco maczugowaty, przy podstawie o średnicy do 13 mm, proste lub zgięty, początkowo watowaty, później pusty w środku. Powierzchnia mocno włóknista, bladożółta, bladożółto-brązowa do żółto-brązowej, ciemniejąca po uciśnięciu, u podstawy ciemnobrązowa, ziarenkowato-kłaczkowata (zwłaszcza w dolnej połowie), zwykle z białymi sznurami grzybniowymi.
Miąższ
Zwarty, białawy do jasnobrązowego, ciemniejący podczas cięcia (zwłaszcza u nasady trzonu). Smak i zapach wyraźny.
Cechy mikroskopowe
Bazydiospory 10,8–12,6 × 6,6–7,4 μm, Q = 1,5–1,8, elipsoidalne do podłużnych, gładkie, o ścianach grubości do 0,8 μm, z wierzchołkowymi porami rostkowymi. Podstawki średnio 33,8 × 10,6 μm, wąsko maczugowate, 4-zarodnikowe. Cheilocystydy 31,9-63,9 × 8,3-14,9 × 4,6–9,3 μm, głównie butelkowate, czasami nieco główkowate, rzadko maczugowate, cienkościenne. Pleurocystydy rozproszone lub liczne, wąsko lub szeroko kiełbaskowate lub maczugowate, czasami z kryształkami na wierzchołkach, cienkościenne. Pileocystydy rozproszone, butelkowate, czasami nieco główkowate, cienkościenne. Kaulocystydy obfite, skupione, zwykle butelkowate, rzadko nieregularne, zwykle z brązową zawartością, cienkościenne. Sprzążki rzadkie, głównie u nasady podstawek.

## Występowanie i siedlisko
Znane jest występowanie Agrocybe putaminum w Ameryce Północnej, Europie, Australii i na Nowej Zelandii. W Polsce stanowiska po raz pierwszy podał Marek Halama w 2016 r., w późniejszych latach podano następne.
Naziemny grzyb saprotroficzny rozwijający się na szczątkach roślinnych, takich jak próchniejąca słoma, drewno zrębkowe, zrębki kory, ściółka zrębkowa, kompost i gleba zmieszana z tego typu resztkami roślinnymi. Występuje głównie w ogrodach, sadach, parkach, na poboczach dróg, w przydrożnych nasadzeniach i rzadko na siedliskach ruderalnych i nieantropogenicznych (lasach).